# Appena sotto il cielo
Appena sotto il cielo (sottotitolo: La più straordinaria delle storie di Marco Pantani) è un libro a sfondo biografico scritto da Fabio Marzaglia, pubblicato da Bradipolibri Editore nel 2005 per la collana Libere perle, che descrive una delle più famose imprese del ciclista Marco Pantani.
Il volumetto prende in esame la quindicesima tappa (quella del 30 maggio) del Giro d'Italia 1999, con partenza da Racconigi e arrivo in salita al santuario di Oropa, nella quale l'atleta romagnolo fu protagonista. 
In centododici pagine, Marzaglia si sofferma sulle fasi finali di quella tappa, producendo una dettagliata analisi che, oltre a essere tecnica, si concentra soprattutto sull'aspetto originale dell'impresa agonistica e umana.
Il libro ricorda l'ardore agonistico profuso dal corridore, appiedato da un salto di catena nel sobborgo di Cossila San Grato, a poco più di otto chilometri dal traguardo, ma in grado di recuperare le posizioni di testa, fino a vincere la gara. 
Si appoggia inoltre ad un repertorio fotografico di oltre quaranta immagini in bianco e nero e a colori, che ritr	aggono le fasi del recupero di Pantani dopo l'incidente di percorso, i sorpassi effettuati dall'atleta nella rimonta sul gruppo di corridori che lo precedevano in direzione dell'arrivo, le interviste e i commenti successivi alla gara sul traguardo di Oropa. 
Il volume comprende un'appendice finale con testimonianze di giornalisti e tecnici sportivi.

## Edizioni
- Fabio Marzaglia, Appena sotto il cielo - La più straordinaria delle storie di Marco Pantani, collana Libere perle, Bradipolibri Editore, 2005,  p. 112, ISBN 88-88329-60-9.